# Conus parius
Conus parius е вид охлюв от семейство Conidae. Видът не е застрашен от изчезване.

## Разпространение и местообитание
Разпространен е във Вануату, Източен Тимор, Индонезия, Малайзия (Сабах), Нова Каледония, Папуа Нова Гвинея, Соломонови острови и Филипини.
Обитава пясъчните дъна на морета.